# Cerro Smellie
Der Cerro Smellie (spanisch) ist ein 46 m hoher Hügel auf der Livingston-Insel im Archipel der Südlichen Shetlandinseln. Er ragt auf dem Point Smellie auf der Westseite der Byers-Halbinsel auf.
Spanische Wissenschaftler benannten ihn in Anlehnung an die Benennung der gleichnamigen Landspitze. Deren Namensgeber ist John Laidlaw Smellie (* 1953), Geologe des British Antarctic Survey, der an der Erkundung des Gebiets um die Landspitze zwischen 1975 und 1976 beteiligt war.